# Csonka Endre
Csonka Endre (Szeged, 1915. október 7. – Budapest, 2001. november 6.) magyar színész, Csonka András édesapja.

## Életpályája
Csonka Ferenc ügyvéd és Borbély Etelka fia. Az Országos Színészegyesület színiiskolájában végzett 1935-ben. 1935–1939 között a szegedi Sziklai-társaság, 1939-től a dunántúli Művész Színház tagja volt. 1942–1945 között a Pécsi Nemzeti Színház, 1946-ban a Művész Színház és a Royal Revü Varieté színésze volt. 1951–1955 között a Vígszínház, 1955-ben a Budapest Varieté, 1956-ban a Fővárosi Operettszínház, 1962-től a Vidám Színpad tagja volt.

## Betegsége és halála
Tíz évvel a halála előtt Parkinson-kórt diagnosztizáltak nála, de aztán később kiderült, hogy élete utolsó éveiben agysorvadásban szenvedett. Ez utóbbi betegségében halt meg 2001. november 6-án, 86 évesen.

## Színházi szerepei
- Sir Basil (Lehár Ferenc: Luxemburg grófja)
- Lúdas Matyi (Fazekas Mihály: Lúdas Matyi)
- Laji (Csizmarek Mátyás: Narancshéj)
- Kallós (Tóth Miklós–Bródy Tamás: Köztünk maradjon)
- Patho (Eisemann Mihály–Baróti Géza: Bástyasétány 77)
- Nikolics (Fodor László–Lakatos László: Helyet az ifjúságnak)
- Fiatalember (Bertolt Brecht: Kurázsi mama és gyermekei)
- Andrés (Paso: Ön is lehet gyilkos!)
- Babos Béla (Vinkó József: Justitia kombinéban)
- Ambrus (Abay Pál: Kiskirálynő)
- Reginald (Tabi László: Fel a kezekkel!)
- Páciens (Neil Simon: A Napsugár fiúk)
- Williams ápoló (Dale Wasserman: Kakukkfészek)
- Safranek (Lakner Artúr: Édes mostoha)
- Második kártyás (Peter Stone–Billy Wilder: Van, aki forrón szereti)
- Gabriet (Flers–Caillavet: Egy király Párizsban)
- Sámson (Nóti Károly–Szenes Iván: Nyitott ablak)
- Keaton rendőr (Hart–Kaufmann: Így élni jó...)
- Pénzbeszedő (Gábor Andor: Dollárpapa)
- 2. indián (Peter Hacks–John Gay: Polly Amerikában)
- Hannibál, az Üdvhadsereg rohamcsapatának tisztje (Bertolt Brecht–Dorothy Lane: Happy end)
- Szedlacsek (Bencsik Imre: Egy fiúnak négy mamája)
- Bandi úr (Kállai István: Ilyennek hazudtalak)
- Csutak Béni, vadőr (Urbán Ernő: A nagy baklövés)
- Gondnok (Katajev: Bolond vasárnap)
- Pincér (Kövesdi Nagy Lajos: Szegény kis betörő)
- Dr.Ákos (Abay Pál: A szerelem mellékes)
- Vásárló (Romhányi József: Film Pestivál)
- Szolga (Hunyady Sándor: Lovagias ügy)
- Bebekény Ede (Antal–Nádassy László–Szenes Iván: Most jelent meg)
- Angolos arszlán (Gvadányi József: A peleskei nótárius)
- Predo (Garinei–Giovannini: Római vasárnap)
- Szergej Tomakurov (Miljutyin: Szibériai rapszódia)
- Nagypapa (Békeffi István: Szombat délután)

## Filmjei

### Játékfilmek
- A selejt bosszúja (1951, rövid játékfilm) – Egy fiatalember
- Állami áruház (1952) – Vásárló II.
- Hintónjáró szerelem (1954)
- Tegnap (1958)
- A megfelelő ember (1959)
- Merénylet (1959)
- Pár lépés a határ (1959)
- Rezeskoktél (1959, rövid játékfilm)
- Fűre lépni szabad (1960) – Operatőr
- Új élet (1960, rövid játékfilm)
- Zápor (1960)
- Dúvad (1961) – Prímás
- Az ígéret földje (1961)
- Délibáb minden mennyiségben (1961)
- Jó utat, autóbusz (1961)
- Megöltek egy leányt (1961) – Árus a búcsúban
- Mindenki ártatlan? (1961) – Kalauz
- Nem ér a nevem (1961)
- Pesti háztetők (1961)
- Bliccelők (1962, rövid játékfilm) – A jegyet kérő társadalmi ellenőr
- Csudapest (1962) – Pincér
- Egyiptomi történet (1962)
- Pirosbetűs hétköznapok (1962) – Pincér
- Az aranyfej (1963)
- Meztelen diplomata (1963) – Biztosítási ügynök
- Nappali sötétség (1963) – Boltos
- A pénzcsináló (1964) – Piaci árus
- Ha egyszer húsz év múlva (1964) – Operatőr
- Kár a benzinért (1964) – Taxis
- Karambol (1964) – Fotóriporter
- Másfél millió (1964) – Sofőr
- Özvegy menyasszonyok (1964) – Szenesember
- A tizedes meg a többiek (1965) – A másik hadifogoly
- Tilos a szerelem (1965)
- Az első esztendő (1966) – Újságárus
- Büdösvíz (1966) – Sofőr
- Ketten haltak meg (1966) – Bizottsági tag I.
- Sok hűség semmiért (1966) – Edző
- Változó felhőzet (1966) – Mutatványos
- Az özvegy és a százados (1967) – Gyula, Feri barátja
- Segítség, lógok (1967) – Gépkezelő
- A hamis Izabella (1968) – Közértes
- Diákszerelem (1968, rövid játékfilm) – Néző I.
- Hazai pálya (1968) – Csapattag I.
- Az örökös (1969) – Rikkancs
- A halhatatlan légiós, akit csak péhovárdnak hívtak (1971) – Kerékpáros katona
- Hahó, Öcsi! (1971) – Óragyári portás
- Fuss, hogy utolérjenek! (1972) – Rendőr
- A dunai hajós 1-2. (1974)
- A csillagszemű 1-2. (1977)
- Fedőneve: Lukács (1977)
- Az ügyeleti szolgálatról… (1979) – Okos Tóni
- Talpra, Gyözö! (1982)
- Szeleburdi vakáció (1987)
- Nyitott ablak (1988) – Vendéglős
- Váltókulcs-azonosító berendezés, avagy ördöge van Szekeresnek

### Tévéfilmek, televíziós sorozatok
- A száguldó riporter elindul… (1966)
- Én, Strasznov Ignác, a szélhámos 1-2. (1966) – Lapkiadó
- Princ, a katona (1966)
- Veszedelmes labdacsok (1966)
- Az ördögök teste (1967)
- Az aranykesztyű lovagjai 1-5. (1968) – TV-rendező
- Bolondgombák (1968, rövid tévéjáték)
- Fenegyerekek (1968)
- Isten óvd a királyt (1968)
- Mennyei pokoljárás (1968)
- Szende szélhámosok (1968) – Madocsai úr
- A 0416-os szökevény (1969) – FBI ügynök II.
- Bözsi és a többiek 1-3. (1969) – Szomszéd
- VII. Olivér (1969)
- Bors II. (1970)
- Villa a Lidón 1-4. (1971)
- Zenés TV Színház (1972-1986)

- Bob herceg (1972)
- A szüzek városa (1973)
- Egy csók és más semmi (1976)
- Mi muzsikus lelkek (1981) – Helfgott fényképész / Építésvezető / Pincér / Ügyelő
- Gül Baba (1986)
- Megtörtént bűnügyek 1-3. (1973) – Boltos
- Szép maszkok (1973)
- Nász a hegyen (1974)
- Sztrogoff Mihály (1975) (1977-es magyar szinkron)
- Családi kör (1976-1979)
- Robog az úthenger 1-6. (1976) – Tűzoltó
- Illetlenek (1977)
- Második otthonunk – 4. rész: A munkahely (1978)
- Mire megvénülünk 1-6. (1978)
- Képviselő úr (1979)
- A 78-as körzet 1-6. (1980)
- Karcsi kalandjai (1980)
- Képviselő úr (1980)
- A tenger 1-6. (1982)
- Az utolsó futam (1983)
- Kémeri 1-5. (1985)
- Csak a testvérem (1986)
- S.O.S. szobafogság! (1987)

## Szinkronszerepei
| Év        | Cím                                  | Szereplő                 | Színész      | Szinkron év |
| --------- | ------------------------------------ | ------------------------ | ------------ | ----------- |
| 1946      | Szép remények (1. magyar szinkron)   | N/A                      | N/A          | 1965        |
| 1959      | Aranykezű Mária (1. magyar szinkron) | ?                        | ?            | 1964        |
| 1965      | A Crossbow-akció                     | Holland szobapincér      | Milo Sperber | 1978        |
| 1978-1985 | Bob és Bobek I-II. (rajzfilmsorozat) | További szereplők (hang) | N/A          | 1983-1988   |

## Hangjátékok
- Alice csodaországban (1979) – Mormota